# Порт Судан
Порт Судан (на арабски: بورتسودان) е град в североизточен Судан, и столицата на провинция Червено море. Населението на градът е 489 725 души (през 2007 година), което го прави 5 най-населен град в Судан. Намиращ се на брега на Червено море, Порт Судан е основното пристанище на Судан. Градът е на 475 км североизточно от река Нил и на 850 километра от столицата, Хартум.

## История
Порт Судан е основан през 1909 година от британците, построен за да служи като пристанище, и за да замени град Сауакин.

## Туризъм
Порт Судан е известен измежду туристи като отличен курорт, с живописни плажове и отлично место за гмуркане с водолазни костюми. Порт Судан също предлага крузове с лодка, предимно за религиозни намерения, през Червено море до Саудитска Арабия (предимно до град Джеда) за мюсюлманското мнозинство.

## Икономика
Пристанището на Порт Судан е дълбоко между 18 – 26 метра. Някои от вносните стоки които пристигат в Порт Судан са машини, превозни средства, петрол и строителни материали, памук, растително масло, кожи и гъмарабик са сред най-важните експорти.

## География
Порт Судан има пустинен климат, което изисква придобивка на вода от близката река Уади Арба'ат.

## Демография
Населението предимно изповядва исляма.
| Година             | Население |
| ------------------ | --------- |
| 1906               | 4289      |
| 1941               | 26 255    |
| 1973               | 132 632   |
| 1983               | 209 938   |
| 1993               | 305 385   |
| 2007 приблизително | 489 275   |
| 2008 приблизително | 517 338   |